# José Manuel Casas Torres
José Manuel Casas Torres (Valencia, 26 de octubre de 1916 - Madrid, 30 de mayo de 2010) fue un geógrafo español, catedrático de Geografía, en las Universidades de Zaragoza y Complutense de Madrid.

## Actividad docente
Inició su vida académica en Valencia. Entre 1944 y 1966 fue catedrático de geografía en la Universidad de Zaragoza. En 1965, ocupa por oposición la cátedra de Geografía en la Universidad Complutense. En 1939 conoció a san Josemaría Escrivá de Balaguer. Fue uno de los primeros miembros del Opus Dei, concretamente desde el 14 de julio de 1939.
En Zaragoza creó la especialidad de Geografía dentro de la Sección de Historia y dirigió una de las secciones del Instituto Juan Sebastián Elcano del CSIC. En la universidad zaragozana fundó y dirigió la revista Geographica; fue director del Departamento de Geografía Aplicada y Vicedirector del Instituto de Estudios Pirenaicos. 
En Madrid, comenzará su última etapa docente, desde su toma de posesión el 7 de octubre de 1965 hasta su jubilación en 1983. En la capital de España, ocupa diversos cargos: Director del Instituto de Geografía Aplicada del CSIC desde 1966 hasta 1986. Tuvo una dedicación especial a los estudiantes, combinando siempre asignaturas de los primeros y los últimos cursos, unas por la importancia que daba a una formación básica y otras, por el valor de una formación especializada. 
Su dedicación a los estudios de Doctorado, incluso después de su jubilación, muestran a las claras su interés por unos estudios específicos relacionados, en buena parte, con su trayectoria investigadora. Baste recordar las tesis doctorales y las memorias de licenciatura dirigidas por él. Su docencia transcendió las aulas, formando parte de grupos de trabajo diversos, tanto a nivel nacional como internacional. En 1967 fue designado como experto en la reunión sobre "Programas de estudio de Geografía en las Universidades Europeas", celebrado en Estrasburgo.
Para alcanzar el nivel del excelente magisterio que desarrolló el profesor Casas Torres ejercitó una sólida investigación, que fue pionera en su momento y estuvo vinculada a una serie de líneas innovadoras, cuyos resultados mantienen su interés y vigencia. Cultivó numerosos campos, entre los que destacan: la Geografía aplicada, la Geografía local, urbana y de la población, ocupando la primera Cátedra específica de esa especialidad. 
El estudio sobre la ciudad de Madrid ocupó buena parte de su trabajo. Sus trabajos junto con los dirigidos por D. Manuel de Terán son referencia obligada para quienes se acerquen a estudiar, desde un punto de vista geográfico, la urbe madrileña.
Sus investigaciones, además de contribuir al avance del conocimiento geográfico, tuvieron un marcado carácter aplicado. 
Como docente universitario, (maestro e investigador) dejó una profunda huella en la Geografía española y en la Universidad, llegando a ser una figura clave en la ciencia geográfica, por su neta contribución al avance del conocimiento geográfico y en la formación de numerosos discípulos, que actualmente ejercen su labor docente como: geógrafos, historiadores del arte, o historiadores.

### Libros de Casas Torres
- Casas Torres, José Manuel (1976). Geografía general. [UNED].
- Casas Torres, José Manuel (1976). Geografía descriptiva. [UNED].
- Casas Torres, José Manuel (1982). Población, desarrollo y calidad de vida. [Rialp].

### Homenajes
- AA.VV., "José Manuel Casas Torres: 1944-1969. Veinticinco años de docencia universitaria. Homenaje a una labor", Zaragoza, [s.n.], 1972, 1ª, XVI, 398 pp.
- Gutiérrez Ronco, Sicilia y Sanz Donaire, Juan José (eds.), "Homenaje al profesor José Manuel Casas Torres", Madrid, Universidad Complutense de Madrid. Área de Ciencias Sociales, 2007, 1ª,  XL, 598 pp.

## Referencias

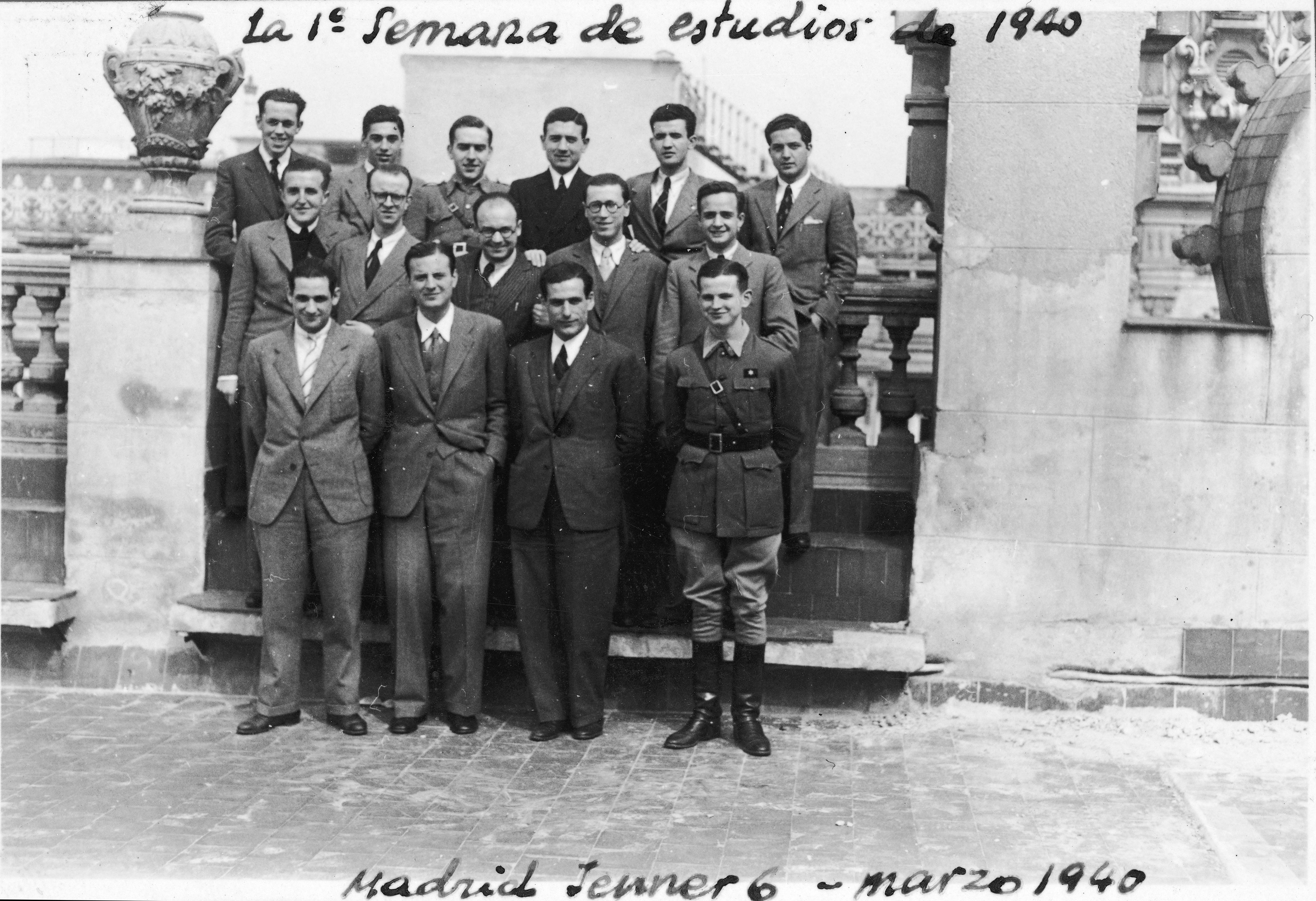
José Manuel Casas Torres en la I Semana de estudios - Residencia Jenner (6 de marzo de 1940). Es el primero por la izquierda, de la segunda fila.